# Kolonizacja w Polsce
     w 700 r.
     do ok. 1100 r.
     do ok. 1200 r.
     do ok. 1250 r.
     do ok. 1300 r.
     do ok. 1400 r.
     Państwo wschodniofrankijskie w 843 r.
     Polska w 1005 r.
     Polska w 1138 r.
     I Rzesza w 1378 r.
     Państwo krzyżackie w 1400 r.

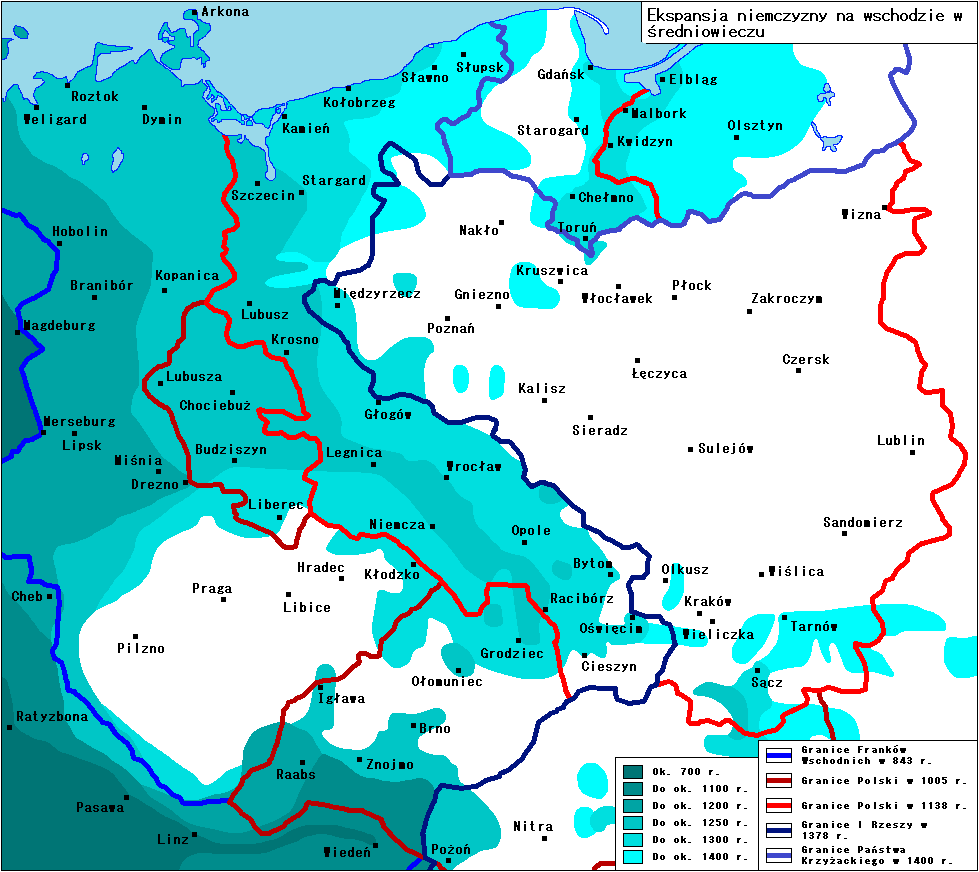
Ekspansja niemczyzny w średniowieczu z powodu tzw. Ostsiedlung na ziemiach wschodnich (np. Austria, Połabie, Sudety i Prusy), w tym polskich (np. Śląsk, Ziemia lubuska, Pomorze, Małopolska i Wielkopolska) w latach:
w 700 r.
do ok. 1100 r.
do ok. 1200 r.
do ok. 1250 r.
do ok. 1300 r.
do ok. 1400 r.
----
Oraz granice państw:
Państwo wschodniofrankijskie w 843 r.
Polska w 1005 r.
Polska w 1138 r.
I Rzesza w 1378 r.
Państwo krzyżackie w 1400 r.

Kolonizacja w Polsce – zasiedlanie bezludnych lub słabo zaludnionych terenów Polski. Najwcześniejsza kolonizacja polegała na osiedlaniu jeńców. Od XI w. prowadzona „Obyczajem wolnych gości”.
Od XII w. osiedlanie kolonistów pochodzenia flamandzkiego, walońskiego i niemieckiego; nasilenie w końcu XII i I poł. XIII w.; od połowy XVI do XVIII w. kolonizacja holenderska; pod koniec XVIII i XIX w.; planowa kolonizacja niemiecka organizowana przez rządy zaborcze w czasie II wojny światowej.